# Festival Internacional de Cine de Cannes de 2019
El Festival Internacional de Cine de Cannes de 2019, 72.ª edición, tuvo lugar del 14 al 25 de mayo de 2019, contando con la presencia del cineasta mexicano Alejandro González Iñárritu como presidente del Jurado.
La película coreana Parásitos (Gisaengchung) de Bong Joon-ho fue la ganadora de la Palma de Oro.
El festival dio apertura con la proyección de la cinta Los muertos no mueren (The Dead Don't Die), del director estadounidense Jim Jarmusch. Alain Delon recibió la Palma de Oro honorífica en la 72.ª edición del Festival Internacional de Cine de Cannes .

## Jurados

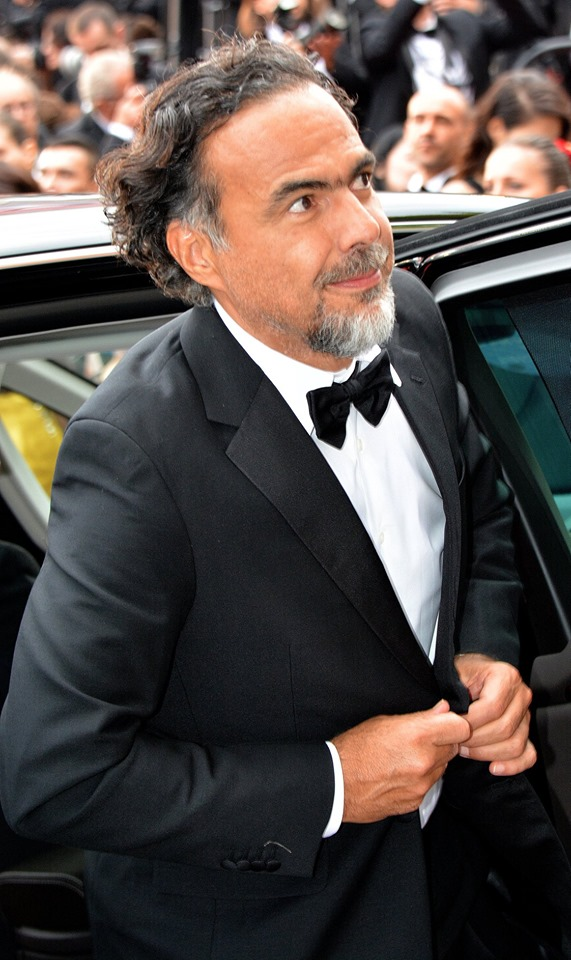
Alejandro González Iñárritu, Presidente de la sección oficial

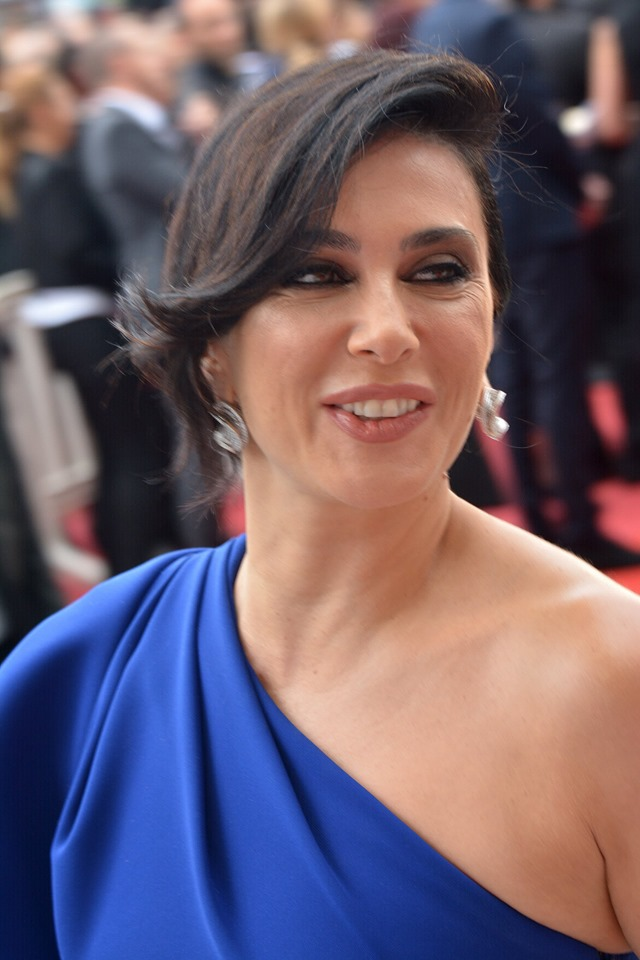
Nadine Labaki, Presidenta del jurado de la sección Un Certain Regard

### Competición principal
- Alejandro González Iñárritu, director mexicano (Presidente)[2]
- Enki Bilal, autor y director francés[4]
- Robin Campillo, director francés[4]
- Maimouna N'Diaye, actriz senegalesa[4]
- Elle Fanning, actriz estadounidense[4]
- Giórgos Lánthimos, director griego[4]
- Paweł Pawlikowski, director polaco[4]
- Kelly Reichardt, director estadounidense[4]
- Alice Rohrwacher, directora italiana[4]

### Un Certain Regard
- Nadine Labaki, directora libanesa (Presidenta)[5][6]
- Marina Foïs, actriz francesa[6]
- Nurhan Sekerci-Porst, productor alemán[6]
- Lisandro Alonso, director argentino[6]
- Lukas Dhont, director belga[6]

### Caméra d'or
- Rithy Panh, directora francesa (Presidenta)[7]
- Alice Diop, directora francés
- Sandrine Marques, directora francesas
- Benoît Delhomme, director de fotogrfía francés
- Nicolas Naegelen, Presidente del Polyson

### Cinéfondation y cortometrajes
- Claire Denis, directora francesa (Presidenta)[8][9]
- Stacy Martin, actriz francobritánica[9]
- Eran Kolirin, director israleí[9]
- Panos H. Koutras, director griego[9]
- Cătălin Mitulescu, director ruma o[9]

### Jurados Independientes
International Critics' Week
- Ciro Guerra, director colombiano (Presidente)[10][11]
- Amira Casar, actriz francobritánica
- Marianne Slot, productora francodanesa
- Djia Mambu, periodista y crítico belga
- Jonas Carpignano, director estadounidense

Premio Ojo Dorado
- Yolande Zauberman, directora francesa (Presidenta)[12]
- Romane Bohringer, actriz y directora francesa
- Éric Caravaca, actor y director francés
- Iván Giroud, director de festival de cine cubano
- Ross McElwee, director estadounidense

Queer Palm
- Virginie Ledoyen, actriz francesa (Presidenta)[13]
- Claire Duguet, directora francesa
- Kee-Yoon Kim, cómico francés
- Filipe Matzembacher, director brasileño
- Marcio Reolon, director brasileño

## Selección oficial

### En competición
Las siguientes películas fueron seleccionadas para competir por la Palma de Oro:
| Título en español                                      | Título original                           | Director(es)                              | País de producción                         |
| ------------------------------------------------------ | ----------------------------------------- | ----------------------------------------- | ------------------------------------------ |
| Los muertos no mueren (film de apertura)               | The Dead Don't Die                        | Jim Jarmusch                              | Estados Unidos                             |
| Atlantics / Atlantique                                 | Atlantique                                | Mati Diop                                 | Francia, Senegal                           |
| Bacurau                                                | Bacurau                                   | Kleber Mendonça Filho y Juliano Dornelles | Brasil                                     |
| Frankie (QP)                                           | Frankie (QP)                              | Ira Sachs                                 | Estados Unidos, Francia, Portugal, Bélgica |
| Una vida oculta / Vida oculta                          | A Hidden Life                             | Terrence Malick                           | Estados Unidos, Alemania                   |
| De repente, el paraíso                                 | It Must Be Heaven                         | Elia Suleiman                             | Francia, Canadá                            |
| Little Joe                                             | Little Joe                                | Jessica Hausner                           | Austria, Alemania, Reino Unido             |
| Matthias & Maxime (QP)                                 | Matthias et Maxime                        | Xavier Dolan                              | Canadá                                     |
| Los Miserables (CdO)                                   | Les Misérables                            | Ladj Ly                                   | Francia                                    |
| Mektoub, mi amor: Intermezzo                           | Mektoub, My Love: Intermezzo              | Abdellatif Kechiche                       | Francia                                    |
| Oh Mercy! (Roubaix, une lumière)(QP)                   | Roubaix, une lumière                      | Arnaud Desplechin                         | Francia                                    |
| Érase una vez en Hollywood /Había una vez en Hollywood | Once Upon a Time in Hollywood             | Quentin Tarantino                         | Estados Unidos                             |
| Dolor y gloria (QP)                                    | Dolor y gloria (QP)                       | Pedro Almodóvar                           | España                                     |
| Parásitos                                              | 기생충 (Gisaengchung)                     | Bong Joon-ho                              | Corea del Sur                              |
| Retrato de una mujer en llamas (QP)                    | Portrait de la jeune fille en feu         | Céline Sciamma                            | Francia                                    |
| El reflejo de Sibyl                                    | Sibyl                                     | Justine Triet                             | Francia                                    |
| Sorry We Missed You                                    | Sorry We Missed You                       | Ken Loach                                 | Reino Unido                                |
| El traidor                                             | Il traditore                              | Marco Bellocchio                          | Italia                                     |
| La Gomera                                              | La Gomera                                 | Corneliu Porumboiu                        | Rumania, Francia, Alemania                 |
| El lago del ganso salvaje                              | 南方车站的聚会 (Nánfāng Chēzhàn de Jùhuì) | Diao Yinan                                | China                                      |
| El joven Ahmed                                         | Le Jeune Ahmed                            | Jean-Pierre Dardenne y Luc Dardenne       | Bélgica                                    |

(CdO) indica que la cinta es elegible para la Cámara de oro.
(QP) indica película en competencia por la Palma Queer.

### Un Certain Regard
Las siguientes películas fueron seleccionadas para competir en la sección oficial Un Certain Regard:
| Título en España                          | Título original                           | Director(s)                        | País de producción          |
| ----------------------------------------- | ----------------------------------------- | ---------------------------------- | --------------------------- |
| Adam (QP)                                 | Adam (QP)                                 | Maryam Touzani                     | Marruecos                   |
| Una gran mujer (QP)                       | Дылда                                     | Kantemir Balagov                   | Rusia                       |
| La famosa invasión de los osos en Sicilia | La famosa invasione degli orsi in Sicilia | Lorenzo Mattotti                   | France, Italia              |
| La Femme de mon frère                     | La Femme de mon frère                     | Monia Chokri                       | Canadá                      |
| Bull (CdO)                                | Bull (CdO)                                | Annie Silverstein                  | EE. UU.                     |
| The Climb (CdO)                           | The Climb (CdO)                           | Michael Covino                     | EE. UU.                     |
| Lo que arde                               | O que arde                                | Oliver Laxe                        | España, Francia, Luxemburgo |
| Liberté (QP)                              | Liberté (QP)                              | Albert Serra                       | España                      |
| Homeward (CdO)                            | Evge                                      | Nariman Aliev                      | Ucrania                     |
| La vida invisible de Eurídice Gusmão      | A vida invisível de Eurídice Gusmão       | Karim Aïnouz                       | Brasil                      |
| Juana de Arco                             | Jeanne                                    | Bruno Dumont                       | Francia                     |
| Nina Wu                                   | 灼人秘密                                  | Midi Z                             | Taiwán                      |
| Once in Trubchevsk                        | Однажды в Трубчевске                      | Larissa Sadilova                   | Rusia                       |
| Nuestras madres (CdO)                     | Nuestras madres (CdO)                     | César Diáz                         | Guatemala                   |
| Papicha                                   | Papicha                                   | Mounia Meddour                     | Francia                     |
| Port Authority (CdO) (QP)                 | Port Authority (CdO) (QP)                 | Danielle Lessovitz                 | EE. UU.                     |
| Habitación 212                            | Chambre 212                               | Christophe Honoré                  | Francia                     |
| Liu Yu Tian (Summer of Changsha) (CdO)    | 六欲天                                    | Zu Feng                            | China                       |
| Las golondrinas de Kabul                  | Les Hirondelles de Kaboul                 | Zabou Breitman, Eléa Gobé Mévellec | Francia                     |

(CdO) indica que la cinta es elegible para la Cámara de oro.
(QP) indica película en competencia por la Palma Queer.

### Fuera de competición
Las siguientes películas fueron seleccionadas para ser proyectadas fuera de competición:
| Título en España                 | Título original                  | Director(s)                     | País de producción |
| -------------------------------- | -------------------------------- | ------------------------------- | ------------------ |
| La Belle Époque                  | La Belle Époque                  | Nicolas Bedos                   | Francia            |
| Rocketman                        | Rocketman                        | Dexter Fletcher                 | Reino Unido        |
| Diego Maradona                   | Diego Maradona                   | Asif Kapadia                    | Reino Unido        |
| Los años más bellos de una vida  | Les plus belles années d'une vie | Claude Lelouch                  | Francia            |
| Espaciales                       | Hors normes                      | Olivier Nakache y Éric Toledano | Francia            |
| Proyecciones de medianoche       |                                  |                                 |                    |
| The Gangster, The Cop, The Devil | 악인전                           | Lee Won-tae                     | Corea del Sur      |
| Lux Æterna                       | Lux Æterna                       | Gaspar Noé                      | Francia            |

### Proyecciones especiales
Las siguientes películas fueron seleccionadas como especiales para ser proyectadas:
| Título en España                  | Título original                   | Director(s)                  | País de producción |
| --------------------------------- | --------------------------------- | ---------------------------- | ------------------ |
| 5B (ŒdO)                          | 5B (ŒdO)                          | Dan Krauss                   | EE. UU.            |
| Chicuarotes                       | Chicuarotes                       | Gael García Bernal           | México             |
| La cordillera de los sueños (ŒdO) | La cordillera de los sueños (ŒdO) | Patricio Guzmán              | Francia, Chile     |
| Family Romance, LLC               | Family Romance, LLC               | Werner Herzog                | Alemania           |
| For Sama (ŒdO)                    | For Sama (ŒdO)                    | Waad Al Kateab, Edward Watts | Reino Unido        |
| Hielo en llamas (ŒdO)             | Ice on Fire                       | Leila Conners                | EE. UU.            |
| Que sea ley (ŒdO)                 | Que sea ley (ŒdO)                 | Juan Solanas                 | Argentina          |
| Share (CdO)                       | Share (CdO)                       | Pippa Bianco                 | EE. UU.            |
| Living and Knowing You're Alive   | Être vivant et le savoir          | Alain Cavalier               | Francia            |
| Tommaso                           | Tommaso                           | Abel Ferrara                 | Italia             |

### Cortometrajes
De 2,00 registrados, los siguientes cortometrajes fueron seleccionados para participar por la Palma de Oro al mejor cortometraje
| Título original                                     | Director             | País                                                                           |
| --------------------------------------------------- | -------------------- | ------------------------------------------------------------------------------ |
| Ambience                                            | Wisam Al Jafari      | Dar al-Kalima University College of Arts and Culture, Palestina                |
| Mano a mano                                         | Louise Courvoisier   | CinéFabrique, Francia                                                          |
| Sto dvacet osm tisíc                                | Ondřej Erban         | FAMU, República Checa                                                          |
| Jeremiah (QP)                                       | Kenya Gillespie      | University of Texas at Austin, EE. UU.                                         |
| Pura vida                                           | Martin Gonda         | FTF VŠMU – Film and Television Faculty, Academy of Performing Arts, Eslovaquia |
| Adam                                                | Shoki Lin            | NTU, Singapur                                                                  |
| Netek                                               | Yarden Lipshitz Louz | Sapir College, Israel                                                          |
| Solar Plexus                                        | David McShane        | NFTS, Reino Unido                                                              |
| Rosso : La Vera storia falsa del pescatore Clemente | Antonio Messana      | La Fémis, Francia                                                              |
| Ahogy eddig                                         | Katalin Moldovai     | Budapest Metropolitan University (METU), Hungría                               |
| Favoriten                                           | Martin Monk          | Filmakademie Wien, Austria                                                     |
| Roadkill                                            | Leszek Mozga         | UAL, Reino Unido                                                               |
| Duszyczka                                           | Barbara Rupik        | PWSFTviT, Polonia                                                              |
| Hiêu                                                | Richard Van          | CalArts, EE. UU.                                                               |
| Bamboe                                              | Flo Van Deuren       | RITCS, Bélgica                                                                 |
| Slozhnopodchinennoe                                 | Olesya Yakovleva     | St Petersburg State University of Film and Television, Rusia                   |
| 령희 Reonghee                                       | Yeon Jegwang         | Korea National University of Arts, Corea del Sur                               |

### Cannes Classics
Las películas seleccionadas para el espacio Cannes Classics se anunciaon el 26 de abril de 2019.
Películas restauradas
| Título en español                                        | Título original                                          | Director(es)                    | País(es) de producción |
| -------------------------------------------------------- | -------------------------------------------------------- | ------------------------------- | ---------------------- |
| 125, rue Montmartre (1959)                               | 125, rue Montmartre (1959)                               | Gilles Grangier                 | Francia                |
| Diario de una enfermera (1957)                           | 护士日记 / (Hùshì rìjì)                                  | Tao Jin                         | China                  |
| The Doors (1991)                                         | The Doors (1991)                                         | Oliver Stone                    | EE. UU.                |
| Busco mi destino (1969)\| Easy Rider                     | Busco mi destino (1969)\| Easy Rider                     | Dennis Hopper                   | EE. UU.                |
| La edad de oro (1930)                                    | L'Âge d'or                                               | Luis Buñuel                     | Francia                |
| El ladrón de caballos (1986)                             | 盗马贼 / (Dào mǎ zéi)                                    | Tian Zhuangzhuang               | China                  |
| Cannes, ciudad del miedo (1994)                          | La Cité de la peur                                       | Alain Berbérian                 | Francia                |
| Los amores de una rubia (1965)                           | Lásky jedné plavovlásky                                  | Miloš Forman                    | Chechoslovaquia        |
| Milagro en Milán (1951)                                  | Miracolo a Milano                                        | Vittorio De Sica                | Italia                 |
| Moulin Rouge (1952)                                      | Moulin Rouge (1952)                                      | John Huston                     | Reino Unido            |
| Nazarín (1958)                                           | Nazarín (1958)                                           | Luis Buñuel                     | México                 |
| Plogoff, des pierres contre des fusils (1980)            | Plogoff, des pierres contre des fusils (1980)            | Nicole Le Garrec                | Francia                |
| Pasqualino Siete Bellezas (1975)                         | Pasqualino Settebellezze                                 | Lina Wertmüller                 | Italia                 |
| El resplandor (1980)                                     | The Shining                                              | Stanley Kubrick                 | EE. UU., Reino Unido   |
| La patrulla de la muerte (1957)                          | Kanał                                                    | Andrzej Wajda                   | Polonia                |
| Toni (1934)                                              | Toni (1934)                                              | Jean Renoir                     | Francia                |
| Caméra d’Afrique (1983)                                  | Caméra d’Afrique (1983)                                  | Férid Boughedir                 | Túnez, Francia         |
| Tetri karavani (თეთრი ქარავანი) / (Белый караван) (1964) | Tetri karavani (თეთრი ქარავანი) / (Белый караван) (1964) | Tamaz Meliava, Eldar Shengelaya | URSS                   |
| Panda y la serpiente mágica (1958)                       | 白蛇伝 / (Hakujaden)                                     | Taiji Yabushita                 | Japón                  |
| A tanú (1969)                                            | A tanú (1969)                                            | Péter Bacsó                     | Hungría                |
| El cielo os pertenece (1943)                             | Le Ciel est à vous                                       | Jean Grémillon                  | Francia                |
| Los olvidados (1950)                                     | Los olvidados (1950)                                     | Luis Buñuel                     | México                 |

Documentales
| Título original                                       | Director                       | País                     |
| ----------------------------------------------------- | ------------------------------ | ------------------------ |
| Cinecittà - I mestieri del cinema Bernardo Bertolucci | Mario Sesti                    | Italia                   |
| Forman vs. Forman                                     | Helena Třeštíková, Jakub Hejna | República Checa, Francia |
| La Passione di Anna Magnani                           | Enrico Cerasuolo               | Italia, Francia          |
| Les Silences de Johnny                                | Pierre-William Glenn           | Francia                  |
| Making Waves: The Art of Cinematic Sound              | Midge Costin                   | EE. UU.                  |

## Secciones paralelas

### Semana Internacional de la Crítica
La selección de películas para la Semana Internacional de la Crítica fueron las siguientesː
Largometrajes
| Título en español                        | Título original             | Director(es)         | País(es) de producción                |
| ---------------------------------------- | --------------------------- | -------------------- | ------------------------------------- |
| Abou Leila                               | Abou Leila                  | Amin Sidi-Boumédiène | Argelia, Francia, Catar               |
| Un blanco, blanco día                    | Hvítur, Hvítur Dagur        | Hlynur Pálmason      | Islandia, Dinamarca, Suecia           |
| ¿Dónde está mi cuerpo? / Perdí mi cuerpo | J'ai perdu mon corps        | Jérémy Clapin        | Francia                               |
| Ceniza Negra                             | Ceniza Negra                | Sofía Quirós Ubeda   | Costa Rica, Argentina, Chile, Francia |
| Nuestras madres                          | Nuestras madres             | César Díaz           | Guatemala, Bélgica, Francia           |
| The Unknown Saint                        | Le Miracle du Saint Inconnu | Alaa Eddine Aljem    | Marruecos, Francia, Qatar             |
| Vivarium                                 | Vivarium                    | Lorcan Finnegan      | Irlanda, Bélgica, Dinamarca           |

Cortometrajes highlighted.
| Título original             | Director         | País                         |
| --------------------------- | ---------------- | ---------------------------- |
| Kolektyvinai Sodai          | Vytautas Katkus  | Lituania                     |
| Ikki illa meint             | Andrias Høgenni  | Dinamarca, Islas Faroe       |
| Journey Through a Body (QP) | Camille Degeye   | Francia                      |
| Ultimul drum spre mare      | Adi Voicu        | Rumanía                      |
| Lucía en el limbo           | Valentina Maurel | Bélgica, Francia, Costa Rica |
| The Manila Lover (QP)       | Johanna Pyykkö   | Noruega, Filipinas           |
| Día de Festa                | Sofia Bost       | Portugal                     |
| She Runs (QP)               | Qiu Yang         | China, Francia               |
| Fakh                        | Nada Riyadh      | Egipto, Alemania             |
| Mardi de 8 à 18             | Cecilia de Arce  | Francia                      |

Proyecciones especiales
| Título en español                            | Título original                 | Director(es)   | País(es) de producción                 |
| -------------------------------------------- | ------------------------------- | -------------- | -------------------------------------- |
| Morada en las montañas Fuchun (closing film) | 春江水暖 (Chun jiang shui nuan) | Gu Xiaogang    | China                                  |
| Los héroes nunca mueren                      | Les héros ne meurent jamais     | Aude Léa Rapin | Francia, Bélgica, Bosnia y Herzegovina |
| Litigante (opening film)                     | Litigante (opening film)        | Franco Lolli   | Colombia, Francia                      |
| Mereces un amor (QP)                         | Tu mérites un amour             | Hafsia Herzi   | Francia                                |

Cortometrajes
| Título original                                                             | Director             | País              |
| --------------------------------------------------------------------------- | -------------------- | ----------------- |
| Demonic                                                                     | Pia Borg             | Australia         |
| Naptha                                                                      | Moin Hussain         | Reino Unido       |
| Please Speak Continuously and Describe Your Experiences as They Come to You | Brandon Cronenberg   | Canadá            |
| Invisível Herói                                                             | Cristèle Alves Meira | Portugal, Francia |
| Tenzo                                                                       | Katsuya Tomita       | Japón             |

### Quincena de Realizadores
La selección completa para la sección de la Quincena de Realizadores fueron los siguientes.
Películas – El ganador del premio Art Cinema en color.
| Título original                              | Director                   | País               |                                     |
| -------------------------------------------- | -------------------------- | ------------------ | ----------------------------------- |
| Los consejos de Alice                        | Alice et le Maire          | Nicolas Pariser    | Francia                             |
| Una chica fácil                              | Une fille facile           | Rebecca Zlotowski  | Francia                             |
| Solo nos queda bailar (QP)                   | And Then We Danced         | Levan Akin         | Suecia, Georgia                     |
| Perdrix (CdO)                                | Perdrix (CdO)              | Erwan Le Duc       | Francia                             |
| On va tout péter                             | On va tout péter           | Lech Kowalski      | Francia                             |
| La chaqueta de piel de ciervo (opening film) | Le Daim                    | Quentin Dupieux    | Francia                             |
| Los perros no llevan pantalones              | Koirat eivät käytä housuja | J-P Valkeapää      | Finlandia, Letonia                  |
| First Love                                   | Hatsukoi                   | Takashi Miike      | Japón, Reino Unido                  |
| Por el dinero                                | Por el dinero              | Alejo Moguillansky | Argentina                           |
| Ghost Tropic                                 | Ghost Tropic               | Bas Devos          | Bélgica                             |
| Give Me Liberty                              | Give Me Liberty            | Kirill Mikhanovsky | EE. UU.                             |
| The Halt                                     | Ang Hupa                   | Lav Diaz           | Filipinas, China                    |
| El faro                                      | The Lighthouse             | Robert Eggers      | Canadá, EE. UU.                     |
| Particles (CdO)                              | Les Particules             | Blaise Harrison    | Suiza, Francia                      |
| Lillian                                      | Lillian                    | Andreas Horvath    | Austria                             |
| Oleg                                         | Oleg                       | Juris Kursietis    | Letonia, Bélgica, Lituania, Francia |
| The Orphanage                                | Parwareshgah               | Shahrbanoo Sadat   | Dinamarca, Afganistán, Francia      |
| Sick, Sick, Sick (CdO)                       | Sem seu sangue             | Alice Furtado      | Brasil, Países Bajos, Francia       |
| Canción sin nombre (CdO)                     | Canción sin nombre (CdO)   | Melina León        | Perú, Suiza                         |
| Tlamess (QP)                                 | Tlamess (QP)               | Ala Eddine Slim    | Túnez, Francia                      |
| To Live to Sing                              | 活着唱着                   | Johnny Ma          | China, Francia                      |
| Wounds                                       | Wounds                     | Babak Anvari       | EE. UU.                             |
| Yves (closing film)                          | Yves (closing film)        | Benoît Forgeard    | Francia                             |
| Zombi Child (QP)                             | Zombi Child (QP)           | Bertrand Bonello   | Francia                             |

(CdO) película elegible a la Caméra d'Or como director novel. - (ŒdO) película elegible a la Premio Ojo Dorado como documental. - (QP) película elegible a la Palma Queer.
Cortometrajes – El ganador del Premio Illy al cortometraje fue iluminado.
| Título original                                              | Director                         | País                                   |
| ------------------------------------------------------------ | -------------------------------- | -------------------------------------- |
| Plaisir fantôme                                              | Morgan Simon                     | Francia                                |
| Grand Bouquet (QP)                                           | Nao Yoshigai                     | Japón                                  |
| Je te tiens                                                  | Sergio Caballero                 | España                                 |
| Les Extraordinaires Mésaventures de la jeune fille de pierre | Gabriel Abrantes                 | Francia, Portugal                      |
| Movements                                                    | Jeong Da-hee                     | Corea del Sur                          |
| Olla                                                         | Ariane Labed                     | Francia, Reino Unido                   |
| Piece of Meat                                                | Jerrold Chong and Huang Junxiang | Singapur                               |
| Hãy Tỉnh Thức và Sẵn Sàng                                    | An Pham Thien                    | Vietnam, Corea del Sur, EE. UU.        |
| That Which Is to Come Is Just a Promise                      | Flatform                         | Italia, Netherlands, New Zealand       |
| Deux sœurs qui ne sont pas sœurs                             | Beatrice Gibson                  | Reino Unido, Alemania, Canadá, Francia |

### ACID
ACID, una asociación de directores, hace una apoyo a nueve películas cada año.
Largometrajes
| Título en español      | Título original        | Director                                           | País                                       |
| ---------------------- | ---------------------- | -------------------------------------------------- | ------------------------------------------ |
| Rêve de jeunesse       | Rêve de jeunesse       | Alain Raoust                                       | France, Portugal                           |
| Blind Spot             | L'Angle mort           | Pierre Trividic, Patrick-Mario Bernard             | France                                     |
| Des Hommes (ŒdO)       | Des Hommes (ŒdO)       | Alice Odiot, Jean-Robert Viallet                   | France                                     |
| Indianara (ŒdO)(QP)    | Indianara (ŒdO)(QP)    | Aude Chevalier-Beaumel, Marcelo Barbosa (director) | Brazil                                     |
| Kongo (ŒdO)            | Kongo (ŒdO)            | Hadrien La Vapeur, Corto Vaclav                    | France                                     |
| Mickey and the Bear    | Mickey and the Bear    | Annabelle Attanasio                                | United States                              |
| Solo (ŒdO)             | Solo (ŒdO)             | Artemio Benki                                      | France, Czech Republic, Argentina, Austria |
| Take Me Somewhere Nice | Take Me Somewhere Nice | Ena Sendijarević                                   | Netherlands, Bosnia y Herzegovina          |
| Vif-argent             | Vif-argent             | Stéphane Batut                                     | France                                     |

(QP) indicates film eligible for the Queer Palm.
ACID Trip #3 - Argentina
| Título                           | Director             | País                                |
| -------------------------------- | -------------------- | ----------------------------------- |
| Breve historia del planeta verde | Santiago Loza        | Argentina, Brasil, Alemania, España |
| Las Vegas                        | Juan Villegas        | Argentina                           |
| Sangre blanca                    | Barbara Sarasola-Day | Argentina                           |

## Palmarés

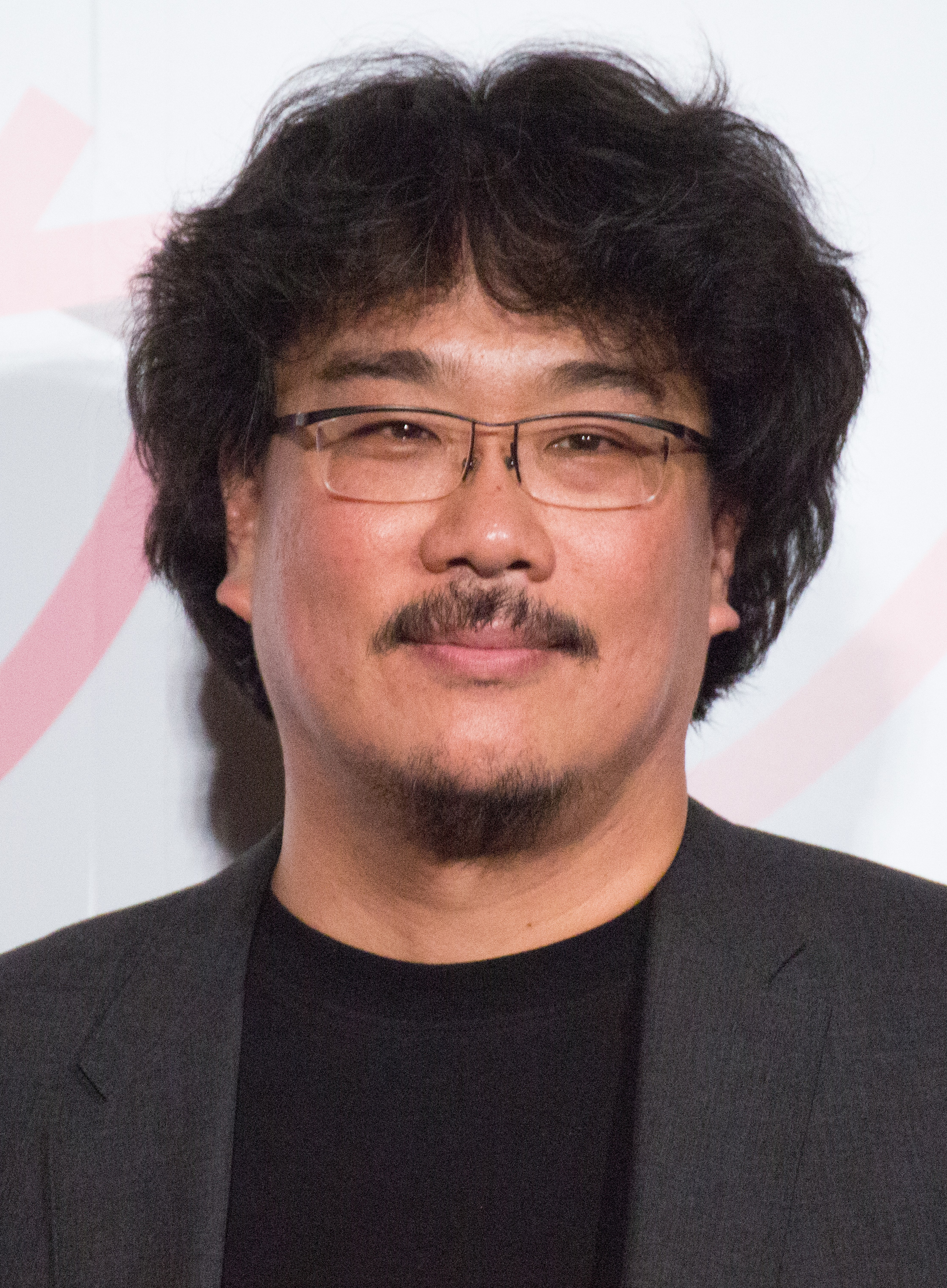
Bong Joon-ho, winner of the Palme d'Or

### Premios oficiales
Las siguientes películas fueron galardonadas en el festival de 2019:
- Palma de Oro: Parásitos de Bong Joon-ho
- Gran Premio del Jurado: Atlánticos de Mati Diop
- Premio del Jurado
  - Bacurau de Kleber Mendonça Filho y Juliano Dornelles
  - Los Miserables de Ladj Ly
- Premio a la mejor dirección: Jean-Pierre y Luc Dardenne por El joven Ahmed
- Premio a la interpretación femenina: Emily Beecham for Little Joe
- Premio a la interpretación masculina: Antonio Banderas por Dolor y gloria
- Premio al mejor guion:  Céline Sciamma por Retrato de una mujer en llamas
- Mención especial: Elia Suleiman por De repente, el paraíso

#### Un Certain Regard
- Premio Un Certain Regard: The Invisible Life of Eurídice Gusmão de Karim Aïnouz[25]
- Premio del Jurado Un Certain Regard: Lo que arde de Oliver Laxe
- Premio al mejor director Un Certain Regard: Kantemir Balagov por Beanpole
- Premio a la mejor interpretación de Un Certain Regard: Chiara Mastroianni por On a Magical Night
- Premio especial del jurado de Un Certain Regard: 
  - Albert Serra por Liberté
  - Bruno Dumont por Joan of Arc
- Premio Coup de Cœur:
  - La Femme de mon frère de Monia Chokri
  - The Climb de Michael Angelo Covino

#### Golden Camera
- Caméra d'Or: Nuestras madres de César Díaz

#### Cortometrajes
- Palma de Oro al mejor cortometraje: The Distance Between Us and the Sky by Vasilis Kekatos
- Mención especial: Monster God de Agustina San Martín

#### Cinéfondation
- Primer premio: Mano a mano de Louise Courvoisier[26]
- Segundo premio: Hiêu de Richard Van
- Tercer premio: 
  - Ambience de Wisam Al Jafari
  - The Little Soul de Barbara Rupik

#### Palma de Oro a toda una trayectoria
- Alain Delon[27][28][29]

### Premios independentes
Premios FIPRESCI
- De repente, el paraíso de Elia Suleiman (En Competición)[30]
- Una gran mujer (Dylda) de Kantemir Balagov  (Un Certain Regard)
- El faro de Robert Eggers (Quincena de Realizadores)

Jurado Ecuménico
- Premio del Jurado Ecuménico: Una vida oculta / Vida oculta (A Hidden Life) de Terrence Malick[31]

Premios en el marco de la Semana Internacional de la Crítica
- Gran Premio Nespresso de la Semana de la Crítica: ¿Dónde está mi cuerpo? / Perdí mi cuerpo (J'ai perdu mon corps) de Jérémy Clapin[32]
- Premio Leitz Cine Discovery al mejor cortometraje: She Runs de Qiu Yang
- Premio Louis Roederer Foundation al mejor actor nobel: Ingvar Eggert Sigurðsson por Un blanco, blanco día
- Premio Gan Foundation a la distribución: Vivarium de Lorcan Finnegan
- Premio SACD: Nuestras madres de César Díaz
- Premio Canal+ al mejor cortometraje: Ikki Illa Meint de Andrias Høgenni

Premios en el marco de la Quincena de Realizadores
- Premio Europa Cinemas Label al mejor film europeo: Los consejos de Alice de Nicolas Pariser[33]
- Premio SACD al mejor film en lengua francesa: Una chica fácil de Rebecca Zlotowski[34]
- Premio Illy al mejor cortometraje: Stay Awake, Be Ready de Pham Thien An
- Carrosse d'Or: John Carpenter[35]

Premio Ojo Dorado
- For Sama de Waad Al-Kateab y Edward Watts[36]
- La cordillera de los sueños de Patricio Guzmán

Jurado Palma Queer
- Palma Queer: Retrato de una mujer en llamas de Céline Sciamma[37]
- Palma Queer al mejor cortometraje: The Distance Between Us and the Sky de Vasilis Kekatos

Prix François Chalais
- Premio François Chalais: Vida oculta de Terrence Malick[38]

Premio BSO Cannes
- Cannes Soundtrack Award: Alberto Iglesias por Dolor y gloria[39]

Premio Vulcan al Artista Técnico
- Premio Vulcan: Flora Volpelière (editing) y Julien Poupard (fotografía) por Les Misérables[40]
- Mención especial: Claire Mathon por Atlánticos y Retrato de una mujer en llamas (cinematography)
- Mención a la mejor dirección artística: Lee Ha-jun por Parásitos

Palm Dog
- Premio Palm Dog: Brandy por Érase una vez en Hollywood / Había una vez en Hollywood[41]
- Gran Premio del jurado: 
  - Reparto canino en Little Joe
  - Reparto canino en Aasha and the Street Dogs (Marché du Film)
- Premio Palm DogManitarian: Google for their support of dogs in the workplace
- Premio Underdog: The Unadoptable

Trophée Chopard
- Trophée Chopard: François Civil y Florence Pugh[42]

Pierre Angénieux ExcelLens in Cinematography
- Pierre Angénieux Excellens en fotografía: Bruno Delbonnel[43]
- Special Encouragement Award for promising cinematographer: Modhura Palit[44]